# Сеносъбирачи
Сеносъбирачи (Ochotona) е монотипен таксономичен род на семейство Пики (Ochotonidae) от разред Зайцевидни (Lagomorpha). Имената си получават благодарение на издаваните звуци при защита от опасност и начина на събиране на храна за неблагоприятните месеци в годината. Според съвременните класификации са описани 30 вида, но систематиката на видовете е спорна и често се мени. Всички сеносъбирачи обитават Северното полукълбо, основно в Азия северно от високата планинска верига на Хималаите. Ареалът на един от азиатските видове обхваща и части от Европа, а два от видовете сеносъбирачи се срещат в северните части на Северна Америка.

## Местообитания и начин на живот
Сеносъбирачите обитават места със сравнително студен климат. Една част от видовете се срещат в скалисти планински склонове и каменни сипеи. Тук те са многочислени благодарение на подходяшите условия за осигуряване на укритие. Няколко от видовете са степни. Те копаят дупки със сложни ходове и няколко камери, които служат за раждане, събиране на хранителни запаси или почивка. Други от видовете не копаят дупки, а се крият между камъните, скални цепнатини или в естествени укрития, създадени от дърветата.

## Морфологични особености
Сеносъбирачите имат къси закръглени уши, а дължината на предните и задните крака е почти еднаква. Всички видове са сравнително малки животни, които на външен вид наподобяват на хомяци. Въпреки тази прилика те не са преки родственици с гризачите, а заедно със зайците спадат към разред зайцевидни. Опашката е много къса и едва забележима. Тялото е с приблизителна дължина от 18 – 20 cm. Вибрисите са много дълги като при някои видове надвишават по дължина тази на главата. Окраската на тялото е почти еднотонна като през лятото е кафява, пясъчна или рижа, а през зимата избледнява и става сива. В зависимост от вида теглото при възрастните варира от 75 до 290 грама.
Зъбната формула е {\displaystyle {\tfrac {2.0.3.2}{1.0.2.3}}}

## Поведение
Пиките са активни денем и в сумрачно време. Не изпадат в зимен сън и затова си събират сено, което консумират през зимните месеци. Тревата се събира свежа и се изсушава. След това се складира. Обикновено отгоре и се поставя камък за да не бъде отнесена от силни ветрове. Наблюдават се и случаи на взаимни кражби на сено помежду индивидите. Обикновено сеносъбирачите са колониални животни. Така си осигуряват съвместна защита от хищници. Други видове като Ochotona princeps и Ochotona collaris са териториални животни и водят уединен начин на живот. Колониалните видове живеят в групи от десетки, стотици и по-рядко хиляди индивида. Жилищата им отстоят едно от друго на няколкостотин метра. При опасност издават пискливи звуци.
В северните ареали на местообитание видовете раждат по един път годишно. В южните раждат по 2 или 3 пъти по 2 до 6 малки. Бременността продължава 25 – 30 дни. За разлика от зайците пиките са моногамни.

## Видове
- Разред Lagomorpha[3]
  - Семейство Ochotonidae – Пики
    - Род Ochotona – Сеносъбирачи
      - Подрод Pika – Северни сеносъбирачи
        - Ochotona alpina, Алтайски сеносъбирач, Алпийски сеносъбирач
        - Ochotona argentata, Алашански сеносъбирач
        - Ochotona collaris, Аляски сеносъбирач
        - Ochotona hoffmanni, Сеносъбирач на Хофман
        - Ochotona hyperborea, Северен сеносъбирач, Сибирски сеносъбирач
        - Ochotona pallasi, Монголски сеносъбирач
        - Ochotona princeps, Американски сеносъбирач
        - Ochotona turuchanensis, Турухански сеносъбирач

      - Подрод Ochotona – Степни сеносъбирачи
        - Ochotona cansus, Сеносъбирач от Гансу, Сив сеносъбирач
        - Ochotona curzoniae, Черномуцунест сеносъбирач
        - Ochotona dauurica, Даурски сеносъбирач
        - Ochotona huangensis, Цинлински сеносъбирач
        - Ochotona nubrica, Нубрийски сеносъбирач
        - Ochotona pusilla, Степен сеносъбирач, Малък сеносъбирач
        - Ochotona rufescens, Афгански сеносъбирач, Риж сеносъбирач
        - Ochotona thibetana, Тибетски сеносъбирач
        - Ochotona thomasi, Сеносъбирач на Томас

      - Подрод Conothoa – Планински сеносъбирачи
        - Ochotona erythrotis, Китайски червен сеносъбирач
        - Ochotona forresti, Сеносъбирач на Форест
        - Ochotona gaoligongensis, Юнански сеносъбирач
        - Ochotona gloveri, Сеносъбирач на Глоувър
        - Ochotona himalayana, Хималайски сеносъбирач
        - Ochotona iliensis, Тяншански сеносъбирач, Илийски сеносъбирач
        - Ochotona koslowi, Сеносъбирач на Козлов
        - Ochotona ladacensis, Ладакхски сеносъбирач
        - Ochotona macrotis, Голямоух сеносъбирач
        - Ochotona muliensis, Сеносъбирач от Мули
        - Ochotona nigritia, Черен сеносъбирач
        - Ochotona roylei, Индийски сеносъбирач
        - Ochotona rutila, Туркестански сеносъбирач, Червен сеносъбирач